# Mangosta de Libèria
La mangosta de Libèria (Liberiictis kuhni) és una espècie mangosta que fou descoberta a Libèria l'any 1958. Era poc el que se'n sabia d'aquesta espècie, excepte el que els natius explicaven.

## Descripció
La longitud mitjana del cap i el cos d'un mascle adult de mangosta de Libèria és de 42,3 centímetres, amb una longitud mitjana de la cua de 19,7 centímetres, i un pes mitjà de 2,3 quilos, tot i que es donà el cas d'una femella adulta que feia 47,8 de longitud conjunta del cap i del cos, amb una cua de 20,5 centímetres.
El pelatge és principalment de color marró fosc amb dues ratlles més fosques envoltades d'un pelatge més clar a cada banda del coll. El pelatge que cobreix la part inferior del coll és pàl·lid. La cua és lleugerament més pàl·lida que la resta del cos. Tenen urpes fortes i llargues, especialment a les potes de davant, les quals utilitzen per cavar quan cerquen aliment. Les urpes del tercer i quart dit de les potes davanteres fan uns 18 mil·límetres, mentre que les urpes del tercer i quart dit de les extremitats posterior fan uns 13 mil·límetres. El musell és llarg i també el poden fer servir per cavar la sorra quan cerquen insectes. Els coixinets de les potes són de color negre i no tenen pèl.
Les principals diferències entre la mangosta de Libèria i les espècies del gènere Crossarchus, uns parents propers, són que la mangosta de Libèria té dues ratlles al coll, un cos i un crani més robust, les dents més petites, i les orelles més grans. La mangosta de Libèria té també un premolar més que les espècies Crossarchus, tant al maxil·lar superior com a l'inferior.

## Distribució i hàbitat
La mangosta de Libèria viu als boscos de vegetació densa i abundants rierols del nord-oest de Libèria i del sud-oest de Costa d'Ivori.

## Comportament
S'ha dit que viu en grup entre 3 i 5 membres, i s'ha documentat que s'alimenten en grup de fins a 15 membres. La mangosta de Libèria són diürnes i passen la majoria del temps cercant aliment. S'ha documentat que quan es veuen atrapades en perill, es tornen ferotges.

## Dieta
En estat salvatge s'alimenten principalment d'insectes, encara que també menjen cucs de terra, ous d'altres animals, i petits invertebrats. En captivitat són conegudes per menjar carn picada, menjar per a gossos, pollastres joves, i peix. S'han observat cercant aliments als llits dels rierols, entre la fullaraca i en arbres en descomposició.

## Reproducció
La reproducció té lloc probablement del maig al setembre, durant l'estació humida. L'aparellament d'aquesta espècie és desconegut. Molt poc és el que es coneix de la reproducció i el desenvolupament d'aquesta espècie. Un exemplar jove mostrà que les dents permanents no havien trencat la línia de les genives, encara que tenia les dents de llet.
Les cries són cuidades per la seva mare durant un temps després del seu naixement, però poc és el que es coneix de les atencions dels pares i de seu desenvolupament.

## Estat de conservació
Aquesta espècie és extremadament poc freqüent, i ha estat classificada en perill per la Unió Internacional per a la Conservació de la Natura (UICN). La destrucció del seu hàbitat i la caça per l'ésser humà són les principals amenaces de la mangosta de Libèria. A causa de la seva raresa, no fou descrita fins a l'any 1958, amb els primers espècimens complets descoberts recentment l'any 1974. Un intent d'estudiar-lo l'any 1988, només pogué obtenir un animal, el qual havia estat mort per un caçador. Estudis més recents han estat més satisfactoris en trobar animals vius, i un d'ells viu actualment al Metro Toronto Zoo. Els disturbis polítics a les zones on viuen han fet més difícils els estudis en els últims anys, i encara més descobrir el comportament d'aquest animal en el seu hàbitat natural, i en particular que fa té a veure amb el seu cicle de vida i el comportament comunicatiu.